# Ладислао Мазуркевич
Ладислао Мазуркевич (ісп. Ladislao Mazurkiewicz; 14 лютого 1945, Піріаполіс — 2 січня 2013, Монтевідео) — уругвайський футболіст польського походження, що грав на позиції воротаря.
Виступав, зокрема, за клуб «Пеньяроль», а також національну збірну Уругваю.
Чотириразовий чемпіон Уругваю. Володар Кубка Лібертадорес. Володар Міжконтинентального кубка. У складі збірної — володар Кубка Америки. Включений у список найкращих футбольних воротарів XX століття за версією IFFHS на 12 місці.

## Клубна кар'єра
Народився в сім'ї поляка та матері — уродженки Ла-Коруньї. Вихованець футбольної школи клубу «Расінг» (Монтевідео). Дорослу футбольну кар'єру розпочав 1961 року в основній команді того ж клубу, в якій провів два сезони.
Своєю грою за цю команду привернув увагу представників тренерського штабу клубу «Пеньяроль», до складу якого приєднався 1964 року. Відіграв за команду з Монтевідео наступні сім сезонів своєї ігрової кар'єри. У складі «Пеньяроля» був основним воротарем команди. За час виступів у команді став триразовим чемпіоном країни, володарем Кубка Лібертадорес та Міжконтинентального кубка.
1971 року Мазуркевич покинув «Пеньяроль» та перейшов до бразильського клубу
«Атлетіко Мінейру». У складі команди із Белу-Оризонті став переможцем чемпіонату Бразилії з футболу 1971 року. У цьому ж році був запрошений до збірної футбольних зірок для участі у прощальному матчі Лева Яшина.
Із 1974 року нетривалий час виступав у Іспанії в клубі «Гранада».
Згодом з 1975 по 1980 рік грав у складі команд клубів «Кобрелоа» у Чилі та «Америка де Калі» в Колумбії.
Завершив професійну ігрову кар'єру у клубі «Пеньяроль», у складі якого вже виступав раніше. Прийшов до команди 1980 року, захищав її кольори до припинення виступів на професійному рівні у 1981. У складі клубу учетверте став чемпіоном країни.
У останні роки життя Ладислао Мазуркевич хворів важкими захворюваннями дихальної системи. У кінці 2012 року впав у кому у зв'язку із розвитком ниркової недостатності.

## Виступи за збірну
1965 року дебютував в офіційних матчах у складі національної збірної Уругваю. Протягом кар'єри у національній команді, яка тривала 10 років, провів у формі головної команди країни 36 матчів, пропустивши 35 голів.
У складі збірної був учасником чемпіонату світу 1966 року в Англії, чемпіонату світу 1970 року у Мексиці та чемпіонату світу 1974 року у ФРН.

## Цікавий факт
Незважаючи на своє польське походження, Мазуркевич зовсім не розумів польської мови та ніколи не був у Польщі.

## Титули і досягнення
- Чемпіон Уругваю (4):

«Пеньяроль»: 1965, 1967, 1968, 1981
- Чемпіон Бразилії (1):

«Атлетіко Мінейру»: 1971
- Володар Кубка Лібертадорес (1):

«Пеньяроль»: 1966
- Володар Міжконтинентального кубка (1):

«Пеньяроль»: 1966
- Чемпіон Південної Америки (U-19) (1): 1964
- Володар Кубка Америки (1): 1967